# 1-es busz (Tiszafüred)
A tiszafüredi 1-es jelzésű autóbusz az Autóbusz-állomás és Örvény (Tiszaörvény) között közlekedik, a város egyetlen helyi autóbuszjárataként. A viszonylatot a Volánbusz üzemelteti.

## Megállóhelyei
Az átszállási kapcsolatok között az azonos útvonalon közlekedő 4701-es busz nincs feltüntetve.
| 0  | Autóbusz-állomás végállomás | 12 | 3431, 3561, 3562, 4487, 4608, 4609, 4613, 4614, 4702, 4752, 4753, 4755, 4757, 4760 1068, 1075, 1301, 1343, 1344, 1375, 1377, 1447, 1448, 1468, 1516 személyvonat Tiszafüred vasútállomás |
| 1  | Orvosi rendelő              | 11 | 4487, 4608, 4609, 4613, 4614, 4702, 4752, 4753, 4755, 4757, 4760 1468 |
| 2  | Kossuth tér                 | 10 | 4487, 4755, 4757, 4760 |
| 3  | Deák tér                    | 9  | |
| 5  | Örvényi úti óvoda           | 7  | |
| 8  | Alumíniumgyár               | 4  | |
| 10 | Füredi út 51.               | 2  | |
| 12 | Örvény végállomás           | 0  | |